# Loma del Faro, Manlio Fabio Altamirano
Loma del Faro är en ort i Mexiko.   Den ligger i kommunen Manlio Fabio Altamirano och delstaten Veracruz, i den sydöstra delen av landet, 290 km öster om huvudstaden Mexico City. Loma del Faro ligger 55 meter över havet och antalet invånare är 274.
Terrängen runt Loma del Faro är platt. Runt Loma del Faro är det ganska tätbefolkat, med 104 invånare per kvadratkilometer. Närmaste större samhälle är Manlio Fabio Altamirano, 5,7 km öster om Loma del Faro. Omgivningarna runt Loma del Faro är en mosaik av jordbruksmark och naturlig växtlighet.